# Jeong Gyeong-ho
Jeong Gyeong-ho (정경호?; Seul, 14 giugno 1970) è un ex cestista sudcoreano.

## Carriera
Con la Corea del Sud ha giocato le Olimpiadi del 1996.
Si è ritirato nel 2004 dopo aver giocato in Korean Basketball League con i Daejeon Hyundai Dynat, i Gwangju Nasan Flamans e i Wonju Dongbu Promy.